# Der Tod steht ihr gut
Der Tod steht ihr gut (Originaltitel Death Becomes Her) ist eine US-amerikanische schwarze Komödie aus dem Jahr 1992. Regie führte Robert Zemeckis, das Drehbuch schrieben Martin Donovan und David Koepp. Die Hauptrollen spielten Goldie Hawn, Meryl Streep und Bruce Willis. Der Film startete am 17. Dezember 1992 in den deutschen Kinos.

## Handlung
Der auf die Schönheitschirurgie spezialisierte Arzt Ernest Menville verlässt seine Verlobte Helen Sharp für die Schauspielerin Madeline Ashton, die er später heiratet. Nach sieben Jahren kann eine inzwischen übergewichtige und geisteskranke Helen den Verrat immer noch nicht vergessen und beschließt, sich an Madeline zu rächen und Ernest zurückzugewinnen.
Weitere sieben Jahre vergehen. Ernest, jetzt als bekannter Thanatopraktiker tätig, führt ein grämliches Leben mit einer verbitterten Madeline, die ihn aufgrund seines schwachen Charakters und vernachlässigten Fitnesszustandes ständig demütigt und zahlreiche Liebschaften unterhält. Eines Tages bekommt das Paar eine Einladung zu einer von Helen veranstalteten Buchveröffentlichungsparty, wo die drei sich wiedersehen. Die Gastgeberin sieht, obwohl weit über ein Jahrzehnt seit dem letzten Aufeinandertreffen verstrichen ist, jünger und attraktiver aus als zuvor, während der Zahn der Zeit merklich an Madeline genagt hat. Obwohl sie heuchelt, niemals böse auf ihre Konkurrentin gewesen zu sein, hetzt die nunmehr gutaussehende Helen den von seiner Frau gepeinigten Ernest gegen diese auf.
Besonders als einer ihrer Liebhaber sie mit den Worten verlässt, es sei ihm unangenehm, mit einer deutlich älteren Frau zusammen gesehen zu werden, setzt Madeline alles daran, ihre einstige Schönheit wiederzuerlangen. Sie kauft bei der rätselhaften Lisle Von Rhoman ein Elixier, das ewige Jugend verspricht und auch umgehend seine Wirkung zeigt. Im Gegenzug muss sie versprechen, sich nach zehn Jahren aus der Öffentlichkeit zurückzuziehen, bevor die Leute Verdacht schöpfen können. Lisle warnt ihre Klientin noch, gut auf ihren Körper achtzugeben, da sie diesen für eine lange Zeit behalten würde.
Helen kann Ernest währenddessen dazu überreden, Madeline zu töten und den Mord wie einen Unfall aussehen zu lassen. Als diese nach Hause kommt, entbrennt ein Streit zwischen dem Ehepaar, infolge dessen der ehemalige Arzt seine Frau unabsichtlich die Treppe hinunter stößt. Aufgrund auffälliger Brüche und der Tatsache, dass er keinen Puls an ihr feststellen kann, geht er davon aus, seine Frau getötet zu haben, und ruft stolz Helen an, die sich allerdings wenig begeistert zeigt, da die Änderung ihres ausgeklügelten Planes Komplikationen hervorruft: Niemand werde Ernest glauben, dass seine Frau versehentlich die Stufen hinuntergefallen wäre, wenn er zuerst eine Freundin und nicht die offiziellen Behörden kontaktiert hat.
Während des Telefongesprächs richtet sich Madeline jedoch auf. Obwohl ihr Kopf um 180 Grad verdreht wurde, überlebt sie den Anschlag – der Zaubertrank macht nicht nur jünger, sondern auch unsterblich. Ernest fährt mit ihr, nachdem sie ihren Hals gewaltsam wieder eingerenkt hat, in eine Notfallklinik, wo zum Entsetzen aller Beteiligten diagnostiziert wird, dass sie im Grunde tot ist. Nach einigen Turbulenzen, durch welche die eigentlich nur ohnmächtige Madeline zwischenzeitlich in die Leichenhalle gebracht wurde, fährt das Paar wieder nach Hause, wo Ernest durch seine Fähigkeiten als Thanatopraktiker seine mittlerweile wortwörtlich bleich gewordene Frau wieder restauriert.
Auf einmal erscheint Helen in der Villa und trifft auf Ernest. In der Annahme, Madeline sei tot und in Unkenntnis der Ereignisse, erwähnt sie den Mordplan und redet davon, die Leiche verschwinden zu lassen, was von der untoten Schauspielerin gehört wird. Diese schießt daraufhin Helen mit einer Schrotflinte ein Loch in den Bauch; aber auch diese überlebt den Angriff – sie hat ebenfalls von dem Zaubertrank getrunken, was auch ihr jugendliches Aussehen erklärt. Die zwei Frauen liefern sich einen erbitterten Kampf, bei dem ihre Körper zunehmend verunstaltet werden; das Elixier verhindert den Tod, egal, wie schwer die Verletzungen auch sind. Am Ende der Auseinandersetzung sprechen sich die beiden nach Jahren der Rivalität allerdings erstmals aus und gestehen sich ihre Fehler ein, woraufhin sie sich versöhnen.
Ernest hat von all dem schließlich genug und möchte bei keiner der zwei verbleiben, richtet aber zuerst noch ein letztes Mal ihre Körper. Auch in der Zukunft würden sie allerdings jemanden brauchen, der sie repariert; sie wollen deshalb, dass Ernest von dem Elixier trinkt und ewig bei ihnen bleibt. Sie reichen ihm ein Glas Alkohol mit einem darin enthaltenen Betäubungsmittel, das Ernest jedoch mit der Bemerkung, er wolle mit dem Trinken aufhören, wegschüttet. Die Frauen können ihn schließlich überwältigen und bringen ihn ins Haus von Lisle Von Rhoman, wo gerade eine Party stattfindet, auf der sich einige Prominente befinden, die den Zaubertrank eingenommen und ihren eigenen Tod vorgetäuscht haben. Dort will diese Ernest verführen, das Elixier zu trinken, was dieser jedoch ablehnt, da er die Nachteile eines ewigen Lebens, wie das Überleben etwaiger schwerer körperlicher Schäden, wie es bei Helen und Madeline der Fall war, oder Einsamkeit durch das Versterben von Freunden, erkennt. Er versucht zu fliehen, was angesichts der Energie seiner Verfolgerinnen jedoch alles andere als einfach ist, kann den Frauen aber letztlich entkommen.
37 Jahre später stirbt er im hohen Alter. Er heiratete erneut, zeugte noch einige Kinder, war bis an sein Lebensende als Abenteurer aktiv und rief mehrere Wohltätigkeitsstiftungen ins Leben. Der Geistliche spricht bei der Trauerfeier darüber, dass Ernest in der Erinnerung seiner Nachkommen und Freunde ewig lebe. Die völlig verunstalteten Madeline und Helen wohnen der Gedenkfeier bei. Sie verlassen schlussendlich die Kirche, geraten in Streit und stürzen eine Treppe hinunter, wobei ihre Körper in Teile zerbrechen – sie sind aber immer noch am Leben.

## Hintergrund
| Figur               | Darsteller          | Deutscher Sprecher        |
| ------------------- | ------------------- | ------------------------- |
| Dr. Ernest Menville | Bruce Willis        | Ronald Nitschke           |
| Madeline Ashton     | Meryl Streep        | Marianne Groß             |
| Madeline Ashton     | Meryl Streep        | Angelika Milster (Gesang) |
| Helen Sharp         | Goldie Hawn         | Gudrun Vaupel             |
| Anna                | Michelle Johnson    | Maud Ackermann            |
| Ärztin              | Susan Kellermann    | Helga Lehner              |
| Chagall             | Ian Ogilvy          | Till Hagen                |
| Dakota              | Adam Storke         | Oliver Feld               |
| Dr. Harris          | Sydney Pollack      | Bert Franzke              |
| Lisle von Rhoman    | Isabella Rossellini | Susanna Bonasewicz        |
| Lisles Bodyguard    | Michael A. Nickles  | Thomas Nero Wolff         |
| Psychologin         | Alaina Reed Hall    | Marianne Lutz             |
| Rose                | Nancy Fish          | Cornelia Meinhardt        |
| Trauerredner        | John Ingle          | Hermann Ebeling           |
| Vivian Adams        | Mary Ellen Trainor  | Ana Fonell                |

Helen gibt an, das Elixier am 26. Oktober 1985 genommen zu haben. An diesem Datum spielt die Zurück-in-die-Zukunft-Trilogie, bei der Robert Zemeckis ebenfalls Regie führte.
Die deutsche Synchronisation entstand bei der Berliner Synchron unter der Dialogregie von Theodor Dopheide. Dopheide zeichnet auch verantwortlich für das Dialogbuch. Das Lied Me in der Musicalszene am Filmbeginn sang Meryl Streep selbst. In der deutschen Fassung übernahm dies Angelika Milster.
Bei einem Budget von 55 Millionen Dollar spielte Der Tod steht ihr gut 149 Millionen US-Dollar ein.

## Rezeption
Der Film wurde nur verhalten aufgenommen. Der US-amerikanische Aggregator Rotten Tomatoes erfasst ähnlich viele wohlwollende wie kritische Besprechungen und ordnet den Film als „gammelig“ ein. Laut dessen Konkurrent Metacritic fallen die Bewertungen in der Fachpresse im Mittel „gemischt oder durchschnittlich“ aus.
epd Film war der Meinung, der Film biete „einen Plot, wie man ihn sich waghalsiger kaum vorstellen könnte, drei Schauspieler, die chargieren müssen, was das Zeug hält (alle drei waren nie besser aufgehoben); und eine Inszenierung, die lustvoll und hemmungslos übersteigert, übertreibt und überzieht“. Er sei „reines Comicbook-Kino, ein Feuerwerk der surrealen Effekte und der genialen Einfälle“.

„Eine anfänglich rabenschwarze Komödie, die im zweiten Teil zu einer Aneinanderreihung mehr oder weniger vergnüglicher Filmtricks versandet, deren Tendenz zur Verselbständigung unübersehbar ist. Durch die drei glänzenden Hauptdarsteller dennoch ein ansehnliches Vergnügen.“

Doug Chiang, Ken Ralston, Douglas Smythe und Tom Woodruff junior erhielten einen Oscar für die „Besten Visuelle Effekte“. In derselben Kategorie gewann der Film den Saturn Award der Academy of Science Fiction, Fantasy & Horror Films, mit dem Isabella Rossellini als beste Nebendarstellerin ebenfalls ausgezeichnet wurde. Außerdem war der Film in sieben weiteren Kategorien für einen Saturn Award nominiert, darunter Robert Zemeckis als Regisseur, Bruce Willis und Meryl Streep als Schauspieler, Alan Silvestri als Komponist, Martin Donovan und David Koepp als Drehbuchautoren.
Meryl Streep war für einen Golden Globe nominiert. Der Film gewann außerdem für die besten Visuellen Effekte den BAFTA Award.

## Musical
In 2024 kam der Stoff als Musical auf die Bühne. Death Becomes Her feierte am 19. Mai 2024 am Cadillac Palace Theatre in Chicago seine Uraufführung. Musik und Liedtexte stammen von Julia Mattison und Noel Carey; das Buch schrieb Marco Pennette. Am 21. November 2024 wechselte das Musical an den Broadway in New York City.